# Ferdinando di Borbone-Spagna
Ferdinando di Borbone-Spagna, (in spagnolo: Fernando María José de Borbón y Braganza) (El Escorial, 19 ottobre 1824 – Brunnsee, 2 gennaio 1861), è stato un membro della famiglia reale spagnola e un sostenitore del carlismo. Ha vissuto la maggior parte della sua vita in esilio con suo padre e i suoi fratelli.

## Biografia
Ferdinando era l'ultimogenito dell'Infante Carlo Maria Isidoro di Borbone-Spagna, e della sua prima moglie, Maria Francesca di Braganza. I suoi nonni paterni erano Carlo IV di Spagna e Maria Luisa di Parma, mentre i suoi nonni materni erano Giovanni VI del Portogallo e sua moglie, Carlotta Gioacchina di Borbone-Spagna. È cresciuto in un'atmosfera intrisa di valori tradizionali di lealtà alla monarchia e alla Chiesa cattolica romana.

### Vita a corte
Quando lo zio di Fernando, il re Ferdinando VII, rimase vedovo per la terza volta nel 1829, non aveva discendenza legittima per succedergli in caso di morte. Data l'età avanzata del re e la salute cagionevole, suo fratello Don Carlo, padre di Ferdinando, divenne il suo presunto erede. Una cricca di sostenitori conservatori e ultramontani contrari al liberalismo del re circondò Don Carlo alla corte reale di Madrid, consolidandosi nell'opposizione quando il re si sposò per la quarta volta con la nipote, Maria Cristina delle Due Sicilie, dalla quale generò due figlie, la futura Isabella II di Spagna e l'Infanta Luisa Ferdinanda. Quando il re morì, Don Carlo e il suo entourage si opposero all'ascesa al trono di sua nipote, Isabella, la cui madre riuscì comunque a ottenere il controllo come regina reggente per conto di sua figlia.

## Esilio
Nel 1833, Don Carlo fu esiliato in Portogallo, portando con sé la sua famiglia, compreso il giovane Ferdinando. Più tardi, nel giugno 1834, Don Carlo si trasferì con la sua famiglia in Inghilterra. Là un anno dopo morì la madre, Lui e i suoi fratelli furono affidati alle cure del padre e di Maria Teresa, principessa di Beira, sorella maggiore della madre, che alla fine sposò Don Carlo nel 1838 mentre soggiornava brevemente con la famiglia in Spagna durante la prima guerra carlista.
Per decreto della regina reggente, Carlo e i suoi futuri discendenti furono legalmente privati del titolo di infante di Spagna nel 1834. Da allora in poi, Ferdinando visse all'ombra di suo padre e dei suoi fratelli, senza mai sposarsi. Sostenendo fedelmente la causa del padre, la famiglia si trovò a vagare per l'Europa nel loro esilio. Si stabilirono nella città di Trieste, dove il padre morì nel 1855.

## Morte
Nel 1860, durante una rivolta carlista, lui e suo fratello l'infante Don Carlo Luigi furono fatti prigionieri a San Carlos de la Rápita, sebbene in seguito liberati. Nel 1861 Ferdinando, Carlo Luigi e la moglie di quest'ultimo, Carolina, morirono improvvisamente (la data di morte di Ferdinando coincideva con quella della nonna paterna), probabilmente di scarlattina. I tre sono sepolti a Trieste, nella cappella della cattedrale di San Carlo Borromeo.

## Ascendenza
|                                       |                           |                                     | Genitori                            |  |  | Nonni |  |  | Bisnonni            |  |  | Trisnonni           |  |
|                                       |                           |                                     |                                     |  |  |       |  |  | Carlo III di Spagna |  |  | Filippo V di Spagna |  |
|                                       |                           |                                     |                                     |  |  |       |  |  | Carlo III di Spagna |  |  | Filippo V di Spagna |  |
|                                       |                           | Elisabetta Farnese                  |                                     |  |  |       |  |  | Carlo III di Spagna |  |  |                     |  |
| Carlo IV di Spagna                    |                           |                                     |                                     |  |  |       |  |  | Carlo III di Spagna |  |  |                     |  |
|                                       |                           | Maria Amalia di Sassonia            | Augusto III di Polonia              |  |  |       |  |  |                     |  |  |                     |  |
|                                       |                           | Maria Amalia di Sassonia            | Augusto III di Polonia              |  |  |       |  |  |                     |  |  |                     |  |
|                                       |                           | Maria Amalia di Sassonia            | Maria Giuseppa d'Austria            |  |  |       |  |  |                     |  |  |                     |  |
| Carlo, conte di Molina                |                           | Maria Amalia di Sassonia            |                                     |  |  |       |  |  |                     |  |  |                     |  |
|                                       |                           | Filippo I di Parma                  | Filippo V di Spagna                 |  |  |       |  |  |                     |  |  |                     |  |
|                                       |                           | Filippo I di Parma                  | Filippo V di Spagna                 |  |  |       |  |  |                     |  |  |                     |  |
|                                       |                           | Filippo I di Parma                  | Elisabetta Farnese                  |  |  |       |  |  |                     |  |  |                     |  |
| Maria Luisa di Borbone-Parma          |                           | Filippo I di Parma                  |                                     |  |  |       |  |  |                     |  |  |                     |  |
|                                       |                           | Luisa Elisabetta di Borbone-Francia | Luigi XV di Francia                 |  |  |       |  |  |                     |  |  |                     |  |
|                                       |                           | Luisa Elisabetta di Borbone-Francia | Luigi XV di Francia                 |  |  |       |  |  |                     |  |  |                     |  |
|                                       |                           | Luisa Elisabetta di Borbone-Francia | Maria Leszczyńska                   |  |  |       |  |  |                     |  |  |                     |  |
| Ferdinando di Borbone-Spagna          |                           | Luisa Elisabetta di Borbone-Francia |                                     |  |  |       |  |  |                     |  |  |                     |  |
|                                       | Pietro III del Portogallo | Giovanni V del Portogallo           |                                     |  |  |       |  |  |                     |  |  |                     |  |
|                                       | Pietro III del Portogallo | Giovanni V del Portogallo           |                                     |  |  |       |  |  |                     |  |  |                     |  |
|                                       | Pietro III del Portogallo | Maria Anna d'Asburgo                |                                     |  |  |       |  |  |                     |  |  |                     |  |
| Giovanni VI del Portogallo            | Pietro III del Portogallo |                                     |                                     |  |  |       |  |  |                     |  |  |                     |  |
|                                       |                           | Maria I del Portogallo              | Giuseppe I del Portogallo           |  |  |       |  |  |                     |  |  |                     |  |
|                                       |                           | Maria I del Portogallo              | Giuseppe I del Portogallo           |  |  |       |  |  |                     |  |  |                     |  |
|                                       |                           | Maria I del Portogallo              | Marianna Vittoria di Borbone-Spagna |  |  |       |  |  |                     |  |  |                     |  |
| Maria Francesca di Braganza           |                           | Maria I del Portogallo              |                                     |  |  |       |  |  |                     |  |  |                     |  |
|                                       |                           | Carlo IV di Spagna                  | Carlo III di Spagna                 |  |  |       |  |  |                     |  |  |                     |  |
|                                       |                           | Carlo IV di Spagna                  | Carlo III di Spagna                 |  |  |       |  |  |                     |  |  |                     |  |
|                                       |                           | Carlo IV di Spagna                  | Maria Amalia di Sassonia            |  |  |       |  |  |                     |  |  |                     |  |
| Carlotta Gioacchina di Borbone-Spagna |                           | Carlo IV di Spagna                  |                                     |  |  |       |  |  |                     |  |  |                     |  |
|                                       |                           | Maria Luisa di Borbone-Parma        | Filippo I di Parma                  |  |  |       |  |  |                     |  |  |                     |  |
|                                       |                           | Maria Luisa di Borbone-Parma        | Filippo I di Parma                  |  |  |       |  |  |                     |  |  |                     |  |
|                                       |                           | Maria Luisa di Borbone-Parma        | Luisa Elisabetta di Borbone-Francia |  |  |       |  |  |                     |  |  |                     |  |
|                                       |                           | Maria Luisa di Borbone-Parma        |                                     |  |  |       |  |  |                     |  |  |                     |  |